# Boa Vista (Wyspy Zielonego Przylądka)

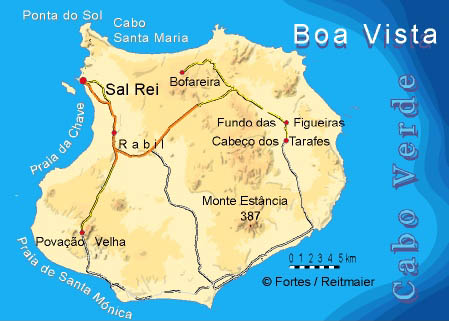
Mapa wyspy

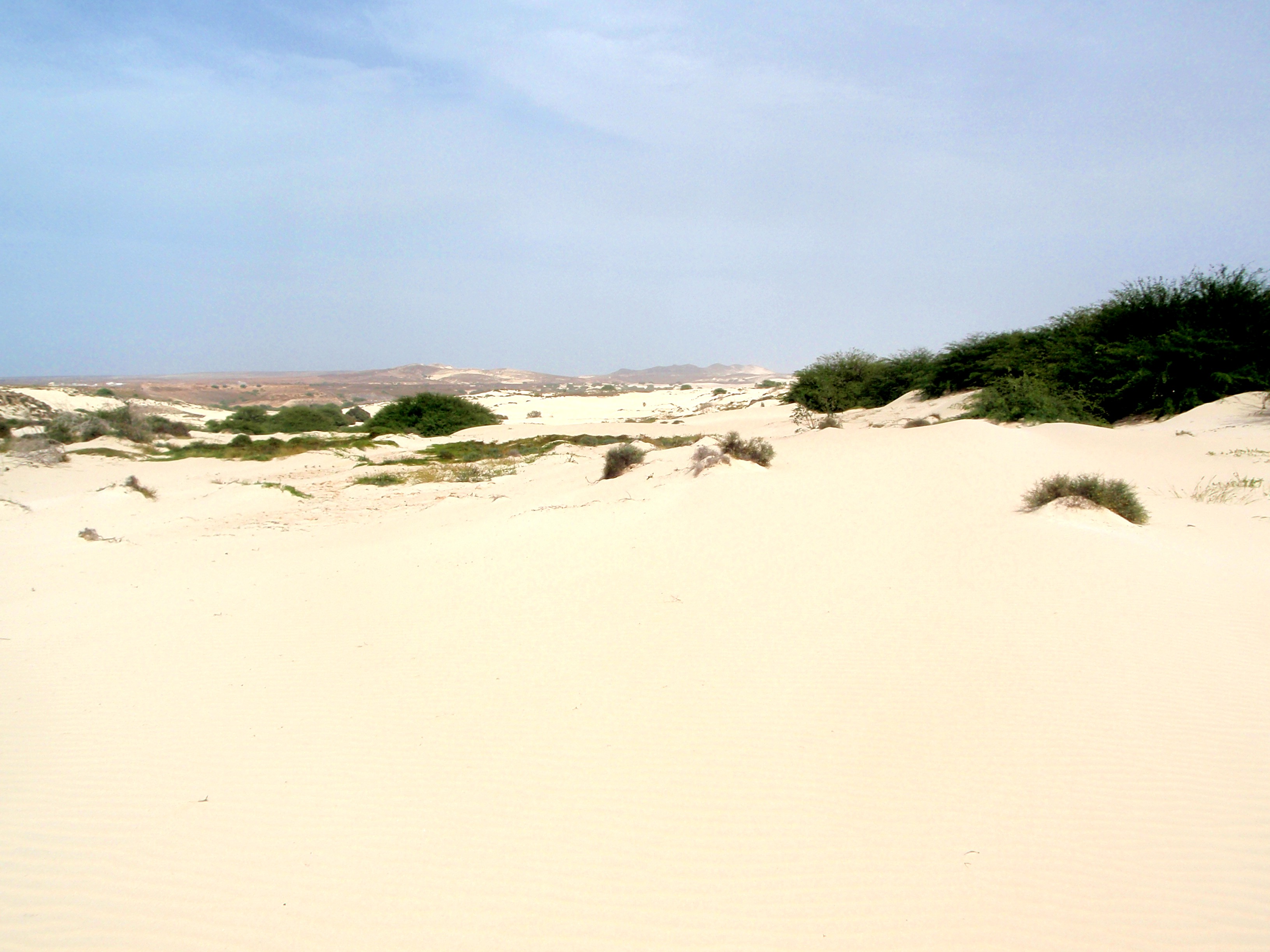
Pustynia de Viana

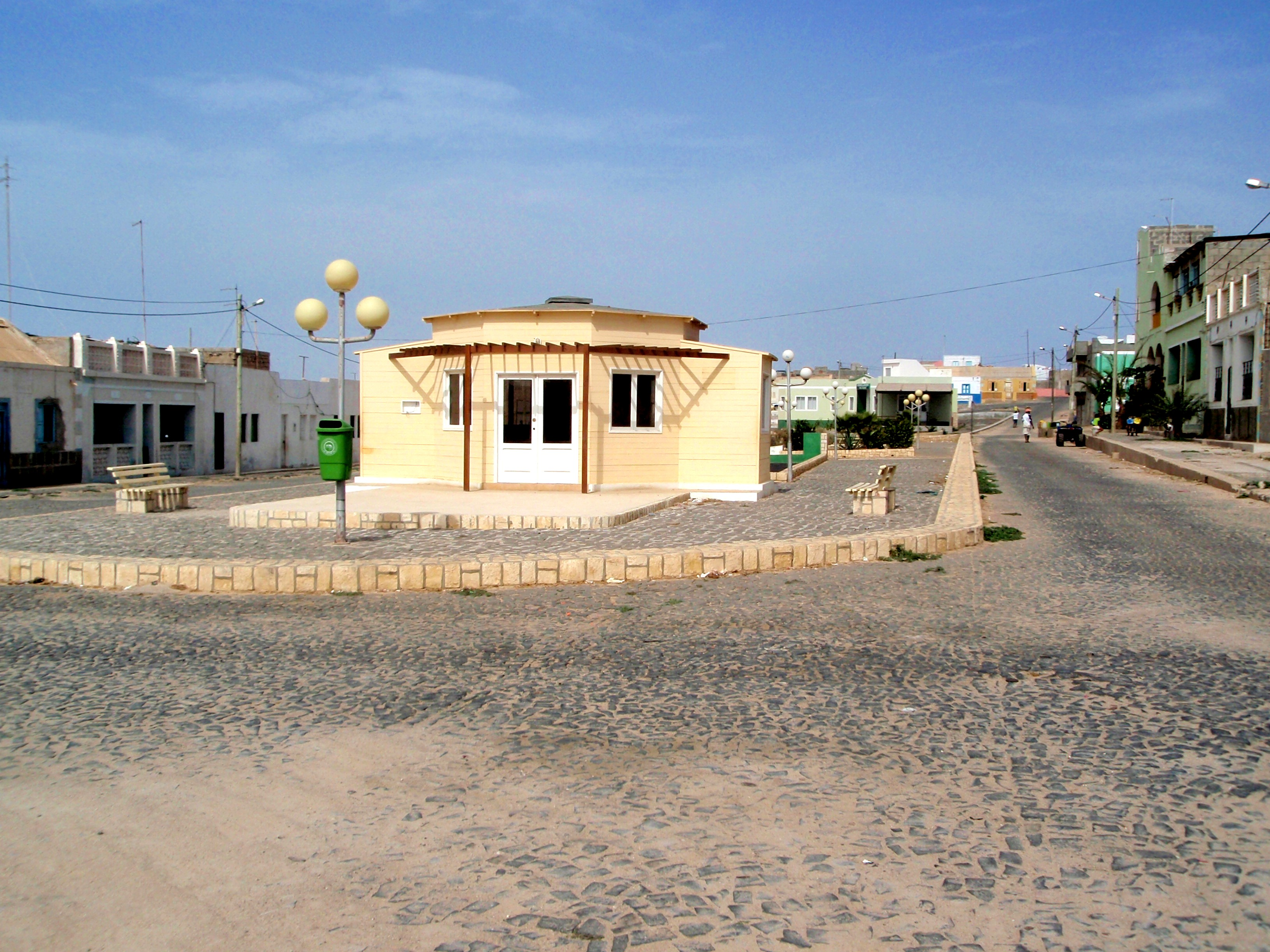
Rabil

Boa Vista (z port. "dobry widok") – wyspa należącą do archipelagu Wysp Zawietrznych, które wchodzą w skład Wysp Zielonego Przylądka. Wyspa znana jest z żółwi morskich i tradycyjnej muzyki, jak również z ultramaratonów oraz piaszczystych wydm i plaży.

## Historia
Wyspa odkryta została prawdopodobnie przez António Noli w 1458 i nazwana pierwotnie São Cristovão, na cześć patrona żeglarzy genueńskich. Obywatel wenecki Alvise Da Mosto donosi natomiast w opracowanym w 1464 sprawozdaniu, jakoby to on wraz z Antoniotto Usodimare odkryli wyspę już w 1454.
W 1498, podczas swojej trzeciej wyprawy, na wyspie zatrzymał się Krzysztof Kolumb. W XVII wieku rozwinęło się wydobycie soli. Założono wtedy miasto Sal Rei, główny ośrodek jej wydobycia. Do zakładania kopalń i ich eksploatacji sprowadzono afrykańskich niewolników. Po tym, jak w 1818 piraci napadli i zrównali z ziemią Sal Rei, na sąsiedniej wyspie Ilhéu de Sal Rei powstał uzbrojony w działa fort. Na początku XIX wieku przedsiębiorca górniczy Manoel Martins wybudował pierwszą w posiadłościach portugalskich linię kolejową dla transportu soli z kopalni do portu w Sal Rei. Z powodu napadów piratów oraz upadku wydobycia soli wyspa wkrótce straciła znaczenie gospodarcze. W 1843 rozpoczęła działalność angielsko-portugalska komisja ds. likwidacji niewolnictwa; w wyniku jej działalności w 1878 na wyspie zostało zniesione niewolnictwo. W XIX wieku wyspa znana była z eksportu oślich skór. Do niedawna zachowywała swój rolniczy charakter. Obecnie następuje coraz bardziej intensywny rozwój bazy turystycznej.

## Geografia
Z powierzchnią 620 km² jest trzecią co do wielkości wyspą po Santiago (991 km²) i Santo Antão (779 km²). Leży 455 km na zachód od wybrzeży Afryki. Większość wyspy jest płaska. Najwyższy punkt wyspy Monte Estância ma 387 m n.p.m. Inne wyższe góry to Pico Santo António (379 m n.p.m.), Tope Vermelho (369 m n.p.m.) i Rocha Estância (354 m n.p.m.). Głównym miastem jest Sal Rei, port na północno-zachodniej stronie wyspy. 
Boa Vista należy wraz z wyspami Sal i Maio do "wysp pustynnych". Jest jednocześnie najbardziej piaszczystą z nich wszystkich. Słynie ze swoich białych piasków i określana jest z tego powodu często "Saharą Wysp Zielonego Przylądka". Piaski te częściowo rzeczywiście nawiewane są na wyspę z Sahary, w większej części pochodzą z miejscowych skał wulkanicznych i rozdrobnionej rafy koralowej. Na wyspie znajduje się pustynia de Viana (Deserto de Viana). 
Okoliczne wysepki obejmują Ilhéu de Sal Rei na zachodzie, wyposażoną w latarnię morską i Ilhéu do Baluate, która jest najdalej na wschód wysuniętym punktem Wysp Zielonego Przylądka. Z cypli wymienić można Ponta Antónia na północy.

## Podział administracyjny
Cała wyspa stanowi jedną jednostkę samorządową Boa Vista.

### Gminy
Jednostka samorządowa zawiera dwie gminy:
- Santa Isabel
- São João Baptista

### Osady
- Baforeira(inne języki)
- Cabeço dos Tarrafes(inne języki)
- Curral Velho
- Estância de Baixo - mała osada na obrzeżach Deserto de Viana, doskonały punkt wypadowy do wędrówek po pustyni
- Fundo das Figueiras(inne języki)
- Gata
- João Barreiro(inne języki)
- João Galego(inne języki)
- Norte
- Povoação Velha - ok. 15 km na południe od Rabil, ma ok. 300 mieszkańców, najstarsza osada na wyspie, kościół Nossa Senhora da Conceição z 1828 r.
- Rabil - dawna stolica wyspy, ok. 800 mieszkańców, posiada najstarszy na Boa Vista kościół (Igreja São Roque) oraz szkołę garncarstwa (Escola de Olaria), w pobliżu port lotniczy Rabil
- Sal Rei - stolica wyspy, nieco ponad 2 000 mieszkańców, ośrodek turystyczny, port rybacki
- Santo Tirso

## Ludność
Wyspa ma najmniejszą liczbę ludności spośród wszystkich zamieszkanych Wysp Zielonego Przylądka i najmniejszą gęstość zaludnienia w archipelagu. Spośród ok. 4 200 mieszkańców prawie połowa  mieszka w Sal Rei (2 000). Inne większe miejscowości to Rabil (800) i Povoação Velha (300).

## Gospodarka
Początkowo gospodarka wyspy opierała się na rolnictwie, ale pustynnienie doprowadziło do tego, że zbieranie soli stało się ważniejsze. Obecnie głównym przemysłem jest uprawa palm daktylowych, rybołówstwo i turystyka.

## Atrakcje turystyczne
- na północ i północny wschód od wyspy w ciągu wieków uwięzło na mieliznach około setki statków. Najbardziej znanym z nich jest wrak hiszpańskiego frachtowca Cabo de Santa Maria leżący przy Costa de Boa Esperança, ok. 8 km od Sal Rei.

## Znane osoby
- Aristides Pereira - pierwszy prezydent Republiki Zielonego Przylądka
- Germano Almeida - pisarz

## Boa Vista w literaturze
- powieść historyczna "Pan wysp" (O Senhor das Ilhas, 1994) Marii Isabel Barreno(inne języki) o portugalskim kapitanie Manuelu Martinsie, którego statek w 1792 rozbił się na Boa Vista, oraz o życiu na Wyspach Zielonego Przylądka w pierwszej połowie XIX wieku.

## Inne
Boa Vista ma szkołę podstawową (colegio), średnią i wyższą, kościoły, plaże, hotel, port i plac (praça).

## Literatura
- Gilbert King: The fever at Boa Vista in 1845-6, unconnected with the visit of "Eclair" to that island, London 1852
- Anthony Ham, James Bainbridge, Jane Cornwall, Caroline Evans: West Africa, Lonely Planet Multi-Country Guide 2006, s. 249 i n.
- Annette Rieck: Kapverdische Inseln, Marco Polo Reiseführer mit Reise-Atlas, Ostfildern 2009.
- Thomas Spencer: The Encyclopedia Britannica, New York 1833, tom 5, s. 51-52